# Radinghem-en-Weppes
Radinghem-en-Weppes [ʁadɛ̃ɡɛm ɑ̃ wɛp] est une commune française située dans le département du Nord, en région Hauts-de-France. Radinghem-en-Weppes faisait partie de la communauté de communes de Weppes, en Flandre française, qui a choisi de rejoindre la métropole européenne de Lille en 2017.

## Géographie

### Communes limitrophes
| Bois-Grenier | Ennetières-en-Weppes |             |
|              | Radinghem-en-Weppes  | Escobecques |
| Le Maisnil   | Beaucamps-Ligny      |             |

Radinghem-en-Weppes possède plusieurs points de vue sur les monts des Flandres.
La dénivellation au niveau de l'église permet d'avoir des points de vue sur la Haute rue et la rue de la Fêterie.

### Hydrographie

#### Réseau hydrographique
La commune est située dans le bassin Artois-Picardie. Elle est drainée par la Becque, la Radinghem-en-Weppes, le Courant des Breux et un autre petit cours d'eau,.

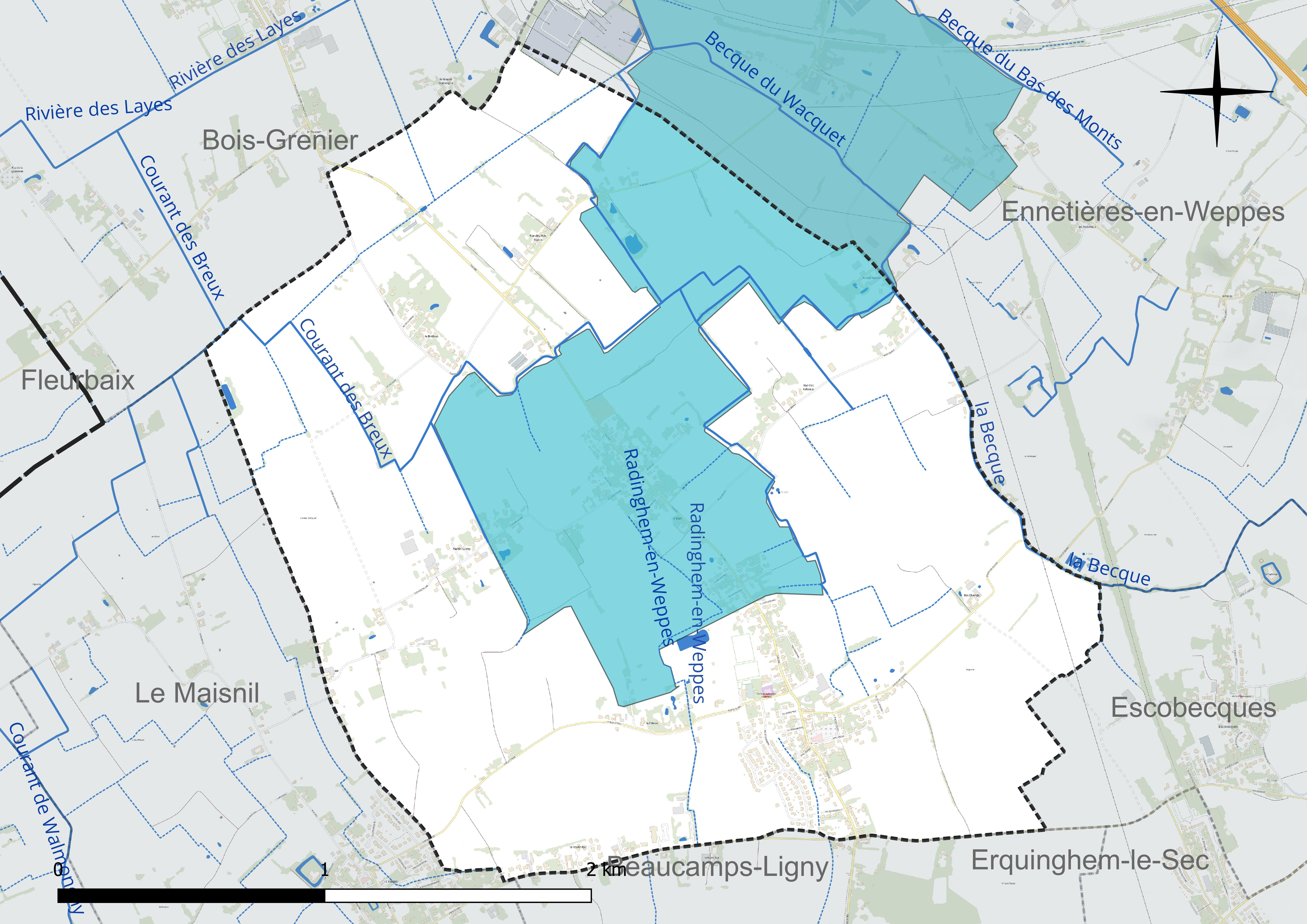
Réseau hydrographique de Radinghem-en-Weppes.

#### Gestion et qualité des eaux
Le territoire communal est couvert par le schéma d'aménagement et de gestion des eaux (SAGE) « Lys ». Ce document de planification concerne un territoire de 1 835 km2 de superficie, délimité par le bassin versant de la Lys. Le périmètre a été arrêté le 29 mai 1995 et le SAGE proprement dit a été approuvé le 6 août 2010, puis révisé le 20 septembre 2019. La structure porteuse de l'élaboration et de la mise en œuvre est le syndicat mixte pour l'élaboration du SAGE de la Lys (SYMSAGEL).
La qualité des cours d'eau peut être consultée sur un site dédié géré par les agences de l'eau et l'Agence française pour la biodiversité.

### Climat
Pour des articles plus généraux, voir Climat des Hauts-de-France et Climat du Nord.
En 2010, le climat de la commune est de type climat océanique dégradé des plaines du Centre et du Nord, selon une étude du CNRS s'appuyant sur une série de données couvrant la période 1971-2000. En 2020, Météo-France publie une typologie des climats de la France métropolitaine dans laquelle la commune est exposée à un climat océanique et est dans la région climatique  Nord-est du bassin Parisien, caractérisée par un ensoleillement médiocre, une pluviométrie moyenne régulièrement répartie au cours de l'année et un hiver froid (3 °C).
Pour la période 1971-2000, la température annuelle moyenne est de 10,6 °C, avec une amplitude thermique annuelle de 14,1 °C. Le cumul annuel moyen de précipitations est de 694 mm, avec 12,2 jours de précipitations en janvier et 8,5 jours en juillet. Pour la période 1991-2020, la température moyenne annuelle observée sur la station météorologique la plus proche, située sur la commune de Lesquin à 15 km à vol d'oiseau, est de 11,3 °C et le cumul annuel moyen de précipitations est de 740,0 mm,. Pour l'avenir, les paramètres climatiques de la commune estimés pour 2050 selon différents scénarios d'émission de gaz à effet de serre sont consultables sur un site dédié publié par Météo-France en novembre 2022.

## Urbanisme

### Typologie
Au 1er janvier 2024, Radinghem-en-Weppes est catégorisée bourg rural, selon la nouvelle grille communale de densité à sept niveaux définie par l'Insee en 2022.
Elle appartient à l'unité urbaine de Radinghem-en-Weppes, une agglomération intra-départementale regroupant trois  communes, dont elle est ville-centre,,. Par ailleurs la commune fait partie de l'aire d'attraction de Lille (partie française), dont elle est une commune de la couronne,. Cette aire, qui regroupe 201 communes, est catégorisée dans les aires de 700 000 habitants ou plus (hors Paris),.

### Occupation des sols
L'occupation des sols de la commune, telle qu'elle ressort de la base de données européenne d'occupation biophysique des sols Corine Land Cover (CLC), est marquée par l'importance des territoires agricoles (93,9 % en 2018), en diminution par rapport à 1990 (95,9 %). La répartition détaillée en 2018 est la suivante : 
terres arables (86,9 %), zones urbanisées (6,1 %), zones agricoles hétérogènes (4,5 %), prairies (2,6 %). L'évolution de l'occupation des sols de la commune et de ses infrastructures peut être observée sur les différentes représentations cartographiques du territoire : la carte de Cassini (XVIIIe siècle), la carte d'état-major (1820-1866) et les cartes ou photos aériennes de l'IGN pour la période actuelle (1950 à aujourd'hui).

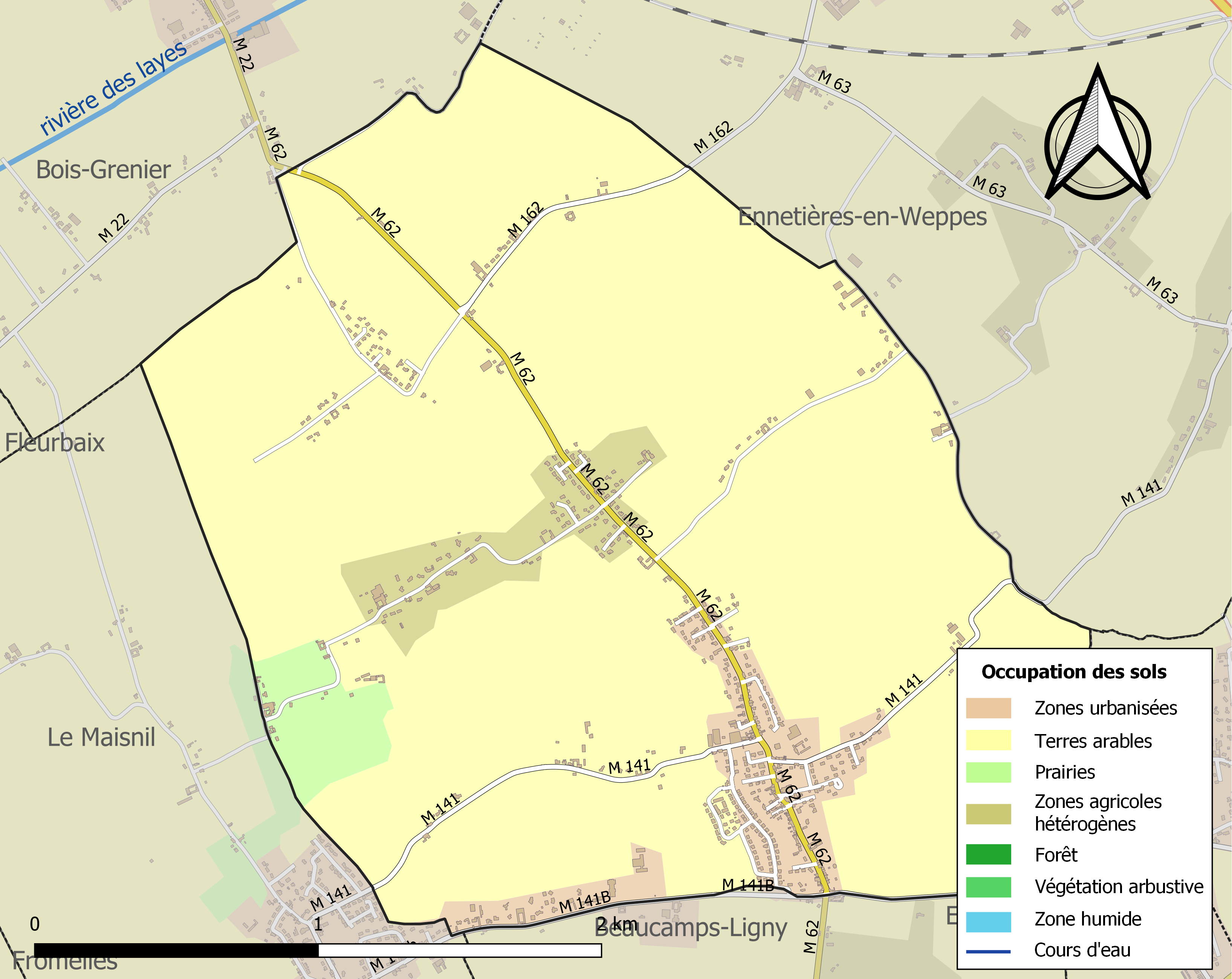
Carte des infrastructures et de l'occupation des sols de la commune en 2018 (CLC).

### Voies de communication et transports
La commune est desservie, en 2023, par les lignes 62, 236 et par les lignes de transport à la demande 22R, 25R, 29R, 62R et 74R du réseau Ilévia.

## Toponymie
Le nom de Radinghem apparaît pour la première fois en 1168; sous la forme Radinghehan en 1204.
Il s'agit d'un composé de l'anthroponyme germanique Ratdo. Albert Dauzat croit reconnaître ce nom de personne dans le nom de la commune homonyme du Pas-de-Calais, Radinghem (Rhadinghem 1139), ainsi que dans les toponymes de type roman : Radon (Orne) ; Radepont (Eure) et Radonvilliers (Aube). Dans Radinghem, Ratdo est suivi du suffixe -ing qui indique la propriété de la terre, puis de l'appellatif -hem, forme flamande du nom commun haim qui signifie « habitation, foyer » en germanique occidental (cf. ham > hameau). Les formations toponymiques en ing-hem sont typiques des Flandres et correspondent aux formations saxonnes de Grande-Bretagne en -ing-ham (Birmingham, etc.). Dans les régions où l'usage de la langue flamande s'est poursuivi, il a évolué en -igem, -egem.
Le village fait partie de la région de Weppes, qui désigne un des cinq quartiers de Lille avant Révolution. La mention de Weppes apparaît pour la première fois en 984.

## Héraldique
|  | Les armes de Radinghem-en-Weppes se blasonnent ainsi : D'or, au chevron de sable, accompagné de trois étoiles à six rais du même, et chargé sur sa pointe d'un écu d'or au lion de sable, armé et lampassé de gueules. |

## Histoire

### Avant 1789
Le village de Radinghem appartint successivement à la famille de Fiennes, puis de Luxembourg, (Maison de Luxembourg) ce sont des familles de haute-noblesse, ils ne venaient que très rarement dans le village. Au milieu du XVIe siècle, la famille de Luxembourg qui possédait la seigneurie de Radinghem s'éteignit, le village passa donc dans la lignée des comtes d'Egmont, vieille famille princière hollandaise qui faisait remonter ses origines au début du Moyen Âge. L'un d'entre-eux, Lamoral comte d'Egmont et seigneur de Radinghem, fut un général victorieux pour la couronne d'Espagne (les Flandres étaient espagnoles) dans les guerres contre la France (bataille de Saint-Quentin et bataille de Gravelines en 1557 et 1558). Il fut nommé gouverneur des provinces d'Artois et de Brabant. Il était donc un serviteur fidèle à la couronne espagnole. Cependant, il prit la tête de la révolte des gueux aux Pays-Bas protestants et en Belgique catholique. Leur armée désorganisée finit par être défaite et après un procès expéditif, Lamoral d'Egmont fut décapité en Place de Bruxelles. La famille d'Egmont posséda Radinghem jusqu'à la fin du XVIIe siècle. Happé par des fonctions de cour plus prestigieuses, elle se désintéressa de ses possessions flamandes. Jean-Pierre de Flandres, issu d'une famille de marchands lillois récemment anobli par le roi, achète en 1720 la seigneurie et le village de Radinghem au comte d'Egmont.
Jean-Pierre de Flandres (1670-1740), seigneur de Radinghem et du Coustre, écuyer, fils de Josse, écuyer, seigneur du Coustre et de Beauvoir, bourgeois de Lille, confirmé noble en 1697, et de Marie-Angélique Duhot, est baptisé à Lille le 28 décembre 1670. Il est bourgeois de Lille le 17 avril 1703, devient échevin, mayeur, rewart (chargé de la police) de la ville. Créé chevalier par lettres du 3 février 1719, il meurt à Lille le 11 décembre 1740, à 70 ans. Il épouse à Lille le 19 mars 1703 Anne-Virginie Poulle (1681-1744). Elle est baptisée à Lille le 8 juillet 1681)et meurt à Lille le 19 janvier 1744, à l'âge de 62 ans. Elle est fille de Robert-André Poulle, écuyer, seigneur du Vas et de Anne-Catherine-Virginie Aronio,.
Pierre-André-Joseph de Flandres (1712-1747), chevalier, fils de Jean-Pierre, baptisé à Lille le 10 août 1712, succède à son père dans ces seigneuries. Il est bourgeois de Lille sur requête le 15 février 1746 et échevin de la ville. Il y meurt le 5 février 1747. Il a épousé à Lille le 18 mars 1741 Anne-Marguerite-Françoise Desbuissons (1717-1804), baptisée à Lille le 18 juillet 1717, décédée le 29 juin 1804, à 84 ans, et inhumée à Beaucamps. Elle avait pour parents Pierre-Martin Desbuissons, écuyer, seigneur de Hautevalle (sur Linselles), bourgeois de Lille et Anne (ou Marie)-Marguerite-Hyacinthe Poulle (née en 1691, elle est la demi-sœur de l'épouse de Jean-Pierre de Flandres ),.
Alexis-Joseph de Flandres (1746-1818), chevalier, dernier seigneur de Radinghem, est le fils de Pierre-André-Joseph. Il est baptisé à Lille le 12 avril 1746, épouse à Lille le 14 janvier 1771 Christine-Thérèse Rouvroy (1746-1825), fille de Jacques-François-Alexandre Rouvroy, chevalier seigneur de Fournes, Capinghem, Treusignies, bourgeois de Lille, trésorier de France au bureau de la généralité de Lille, anobli, et de Marie-Claire-Joseph-Bonne Jacops; il meurt  le 14 avril 1818, à l'âge de 72 ans, est enterré à Beaucamps. Son épouse est baptisée à Lille le 24 juillet 1746) et meurt le 17 décembre 1825, à 79 ans.
En 1720, le village s'étend sur 635 hectares et a une population de 240 foyers (environ 720 personnes). Le village produit surtout du blé, colza, seigle. Mais la production agricole n'est pas la seule, la production de lin, les filets et les toiles revendues aux marchands de Lille ou d'Armentières sont aussi importantes.

### Les Templiers et les Hospitaliers
La mention du nom de Radinghem en 1168 figure au registre de l'abbaye Saint-Pierre de Loos, qui possédait de nombreuses terres à Radinghem. Il faut savoir qu'à l'époque, beaucoup de gens offraient des terres à l'église en rédemption de leurs péchés. À l'époque, le seigneur de Radinghem se nommait Jean - on le  nomme  « miles » dans le registre, c'est à  dire chevalier en latin. Aux XIIe et XIIIe siècles, le village de Radinghem appartient en partie à des ordres religieux, sont cités par exemple la Table des  pauvres, la collégiale Saint-Pierre de Lille, l'église Saint-Piat de Seclin ou encore l'ordre du Temple, qui possédait par exemple la ferme du Grand-Maisnil située dans la rue Pontchel-Boutry, la ferme faisait partie de la commanderie templière de La Haie, à Canteleu-lez-Lomme. En 1312, les Templiers furent accusés par le roi Philippe IV le Bel de détourner des fonds ; il les châtia en brûlant vif le grand maître et des chevaliers templiers. La ferme fut donnée à un ordre concurrent, l'ordre de Saint-Jean de Jérusalem.
La présence de ces moines-soldats fut bénéfique à la prospérité de la paroisse. Durant la guerre de Cent Ans par exemple, le village fut épargné par les combats. Le village était aussi protégé des bandes de pillards qui étaient nombreuses dans la région à l'époque. Le village de Radinghem bénéficia de cette protection jusqu'à la Révolution car ce ne fut qu'en 1789 que les Hospitaliers de l'ordre de Saint-Jean de Jérusalem furent chassés du village.

### Révolution française
Après les mauvaises récoltes de 1787 et 1788, et au vu de la situation catastrophique de l'État français, le roi Louis  XVI décide de convoquer les Etats généraux  du Royaume. C'est une assemblée des trois ordres du pays (clergé, tiers état, noblesse).
Dans chaque village, les habitants sont chargés d'élire des représentants et d'écrire leurs doléances dans les cahiers du même nom. A Radinghem, ce sont les fermiers aisés qui occupent le devant de la scène. Ils réclament la suppression des privilèges de noblesse, c'est à  dire l'exemption d'impôts. La population agricole réclame la possibilité d'accéder à plus de propriété, alors que la production ouvrière (il existe des ateliers de production textile) réclame la liberté du commerce, contre le monopole de la ville de Lille.
Les délégués radinghemois vont donc se rassembler à Lille afin de rédiger un cahier commun pour toute la région ; malheureusement les souhaits des citadins ne sont pas les mêmes que ceux des campagnards, il est donc décidé de nommer deux délégués représentant la ville et deux autres représentant les intérêts campagnards.
Ces quatre  personnes vont se trouver à Paris pour les différents évènements que nous connaissons, la proclamation de l'Assemblée Nationale, le serment du jeu de paume, la prise de la Bastille… C'est alors que l' assemblée va prendre les premières mesures révolutionnaires. La  création d'un clergé d'État, qui va rompre les liens entre l'église et le Vatican, les prêtres deviennent donc fonctionnaires payés et nommés par l'État. Le prêtre de la commune va prêter serment après un moment de réflexion le 13 février 1791. Ensuite, vient la nationalisation des biens du clergé, à Radinghem, cela représente 68 hectares, soit un dixième de la surface du village. Cette loi a un effet pervers, car les biens de la fabrique, qui étaient destinés aux  pauvres sont aussi vendus, ceux-ci n'ont donc plus de subsistance assurée. Enfin, les biens des émigrés seront vendus. Ce sont des nobles qui ont fui le pays par peur d'être exécutés. Les terres des émigrés représentent 50 hectares, mais ceci ne représente pas la totalité des biens des nobles puisque le seigneur de Radinghem (Alexis de Flandres) se sentit en sécurité et ne s'enfuit jamais à l'étranger, ses biens ne lui furent donc pas confisqués. Cependant, s'il reste le principal propriétaire foncier du village, il a perdu ses droits féodaux. Les fermiers qui cultivent ses terres ne vont plus le reconnaître comme seigneur mais comme rentier.
Comme il n'y a  plus d'autorité seigneuriale, les habitants de Radinghem, comme ceux de tous les villages français élisent des municipalités avec à leur tête un maire. Le premier maire fut Jacques Joseph Houssain, fermier à Radinghem, qui prit ses fonctions en janvier 1790. La commune a mis en place sa propre garde nationale. Chaque village possédait sa propre garde, qui était chargée de surveiller les faits et gestes des citoyens. La garde était organisée en 4 compagnies de 10 hommes (soit 40 gardes nationaux).

### La Grande guerre («les 20 000 de Radinghem-en Weppes»)
Voulant fuir l'invasion de l'armée allemande, la population lilloise avait reçu l'ordre de rallier Gravelines par Laventie. Le 10 octobre 1914, les habitants de Lille, Roubaix et Tourcoing se rassemblent sur la Grand-Place puis se mettent en route sur la route de Béthune. La population traverse les communes de Loos, Haudourdin et Erquinghem-le-Sec.
A Erquinghem, les réfugiés croisent des contingents de l'armée de la République. Ces militaires, qui sont déjà en retard, doivent porter secours à leurs camarades sur la ligne de front.
Arrivés à Radinghem, les Lillois commencent à s'apercevoir du piège qui se referme sur eux.
Des cavaliers qu'ils prennent tout d'abord pour des éclaireurs se révèlent en fait être l'avant garde de l'armée impériale allemande.
Dès la prise de conscience de l'encerclement, la débandade est terrible. Le village, déjà évacué de ses habitants se remplit d'un coup. Toutes les maisons deviennent des cachettes, mais le gros de l'armée allemande arrivé sur place, se rend compte que le village a servi de refuge. Ceux-ci ne tardent pas à découvrir les civils cachés. Ceux-ci sont alors regroupés et orientés vers Fournes.
Au total, 20 000 personnes sont faites prisonnières à Radinghem, Le Maisnil et Englos. Ils seront ensuite envoyés en Allemagne en train à bestiaux pour travailler dans les camps de prisonniers.

## Politique et administration
Maire en 1807 : Sion.

Maire en 1881 : César Lernould.
| Période                                  | Période           | Identité        | Étiquette | Qualité                    |
| ---------------------------------------- | ----------------- | --------------- | --------- | -------------------------- |
| 29 avril 1945                            | 19 septembre 1986 | Octave Bajeux   | CD        | Sénateur du Nord 1958-1983 |
| mars 2001                                | mars 2008         | André Wacrenier |           |                            |
| mars 2008                                | En cours          | Loïc Wolfcarius | DVD       |                            |
| Les données manquantes sont à compléter. |                   |                 |           |                            |

## Population et société

### Démographie

#### Évolution démographique
L'évolution du nombre d'habitants est connue à travers les recensements de la population effectués dans la commune depuis 1793. Pour les communes de moins de 10 000 habitants, une enquête de recensement portant sur toute la population est réalisée tous les cinq ans, les populations de référence des années intermédiaires étant quant à elles estimées par interpolation ou extrapolation. Pour la commune, le premier recensement exhaustif entrant dans le cadre du nouveau dispositif a été réalisé en 2005.

En 2022, la commune comptait 1 404 habitants, en évolution de +2,86 % par rapport à 2016 (Nord : +0,51 %, France hors Mayotte : +2,11 %).
| 1793  | 1800  | 1806  | 1821  | 1831  | 1836  | 1841  | 1846  | 1851  |
| ----- | ----- | ----- | ----- | ----- | ----- | ----- | ----- | ----- |
| 1 206 | 1 212 | 1 210 | 1 169 | 1 171 | 1 254 | 1 364 | 1 280 | 1 251 |

| 1856  | 1861  | 1866  | 1872  | 1876  | 1881  | 1886  | 1891  | 1896  |
| ----- | ----- | ----- | ----- | ----- | ----- | ----- | ----- | ----- |
| 1 181 | 1 170 | 1 138 | 1 138 | 1 124 | 1 144 | 1 149 | 1 112 | 1 024 |

| 1901 | 1906 | 1911 | 1921 | 1926 | 1931 | 1936 | 1946 | 1954 |
| ---- | ---- | ---- | ---- | ---- | ---- | ---- | ---- | ---- |
| 966  | 844  | 839  | 395  | 465  | 456  | 468  | 463  | 504  |

| 1962 | 1968 | 1975 | 1982 | 1990  | 1999  | 2005  | 2006  | 2010  |
| ---- | ---- | ---- | ---- | ----- | ----- | ----- | ----- | ----- |
| 507  | 548  | 643  | 756  | 1 033 | 1 080 | 1 183 | 1 203 | 1 343 |

| 2015  | 2020  | 2022  | - | - | - | - | - | - |
| ----- | ----- | ----- | - | - | - | - | - | - |
| 1 368 | 1 398 | 1 404 | - | - | - | - | - | - |

#### Pyramide des âges

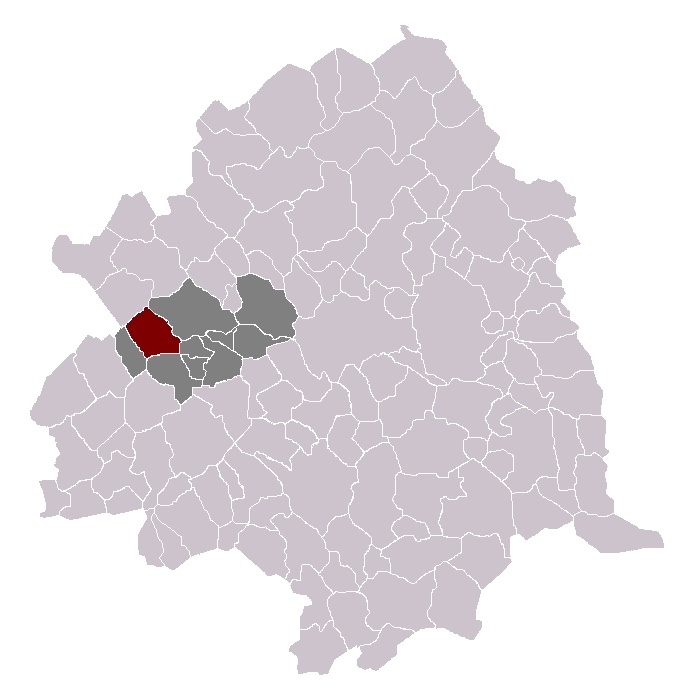
Radinghem-en-Weppes dans son canton et son arrondissement.

La population de la commune est relativement jeune.
En 2018, le taux de personnes d'un âge inférieur à 30 ans s'élève à 32,1 %, soit en dessous de la moyenne départementale (39,5 %). À l'inverse, le taux de personnes d'âge supérieur à 60 ans est de 28,6 % la même année, alors qu'il est de 22,5 % au niveau départemental.
En 2018, la commune comptait 689 hommes pour 714 femmes, soit un taux de 50,89 % de femmes, légèrement inférieur au taux départemental (51,77 %).
Les pyramides des âges de la commune et du département s'établissent comme suit.
| Hommes | Classe d’âge | Femmes |
| ------ | ------------ | ------ |
| 0,3    | 90 ou +      | 0,8    |
| 5,1    | 75-89 ans    | 5,9    |
| 22,1   | 60-74 ans    | 22,8   |
| 22,3   | 45-59 ans    | 20,4   |
| 17,5   | 30-44 ans    | 18,6   |
| 13,7   | 15-29 ans    | 12,8   |
| 19,1   | 0-14 ans     | 18,7   |

| Hommes | Classe d’âge | Femmes |
| ------ | ------------ | ------ |
| 0,5    | 90 ou +      | 1,4    |
| 5,3    | 75-89 ans    | 8,1    |
| 14,8   | 60-74 ans    | 16,2   |
| 19,1   | 45-59 ans    | 18,4   |
| 19,5   | 30-44 ans    | 18,7   |
| 20,7   | 15-29 ans    | 19,1   |
| 20,2   | 0-14 ans     | 18     |

## Lieux et monuments
Radinghem-en-Weppes possède plusieurs points de vue  sur les monts des Flandres. La dénivellation au niveau de l'église permet d'avoir des points de vue sur le Mont Noir, Mont Cassel, en Belgique Mont Rouge, les églises des villages et le beffroi d'Armentières.
Église

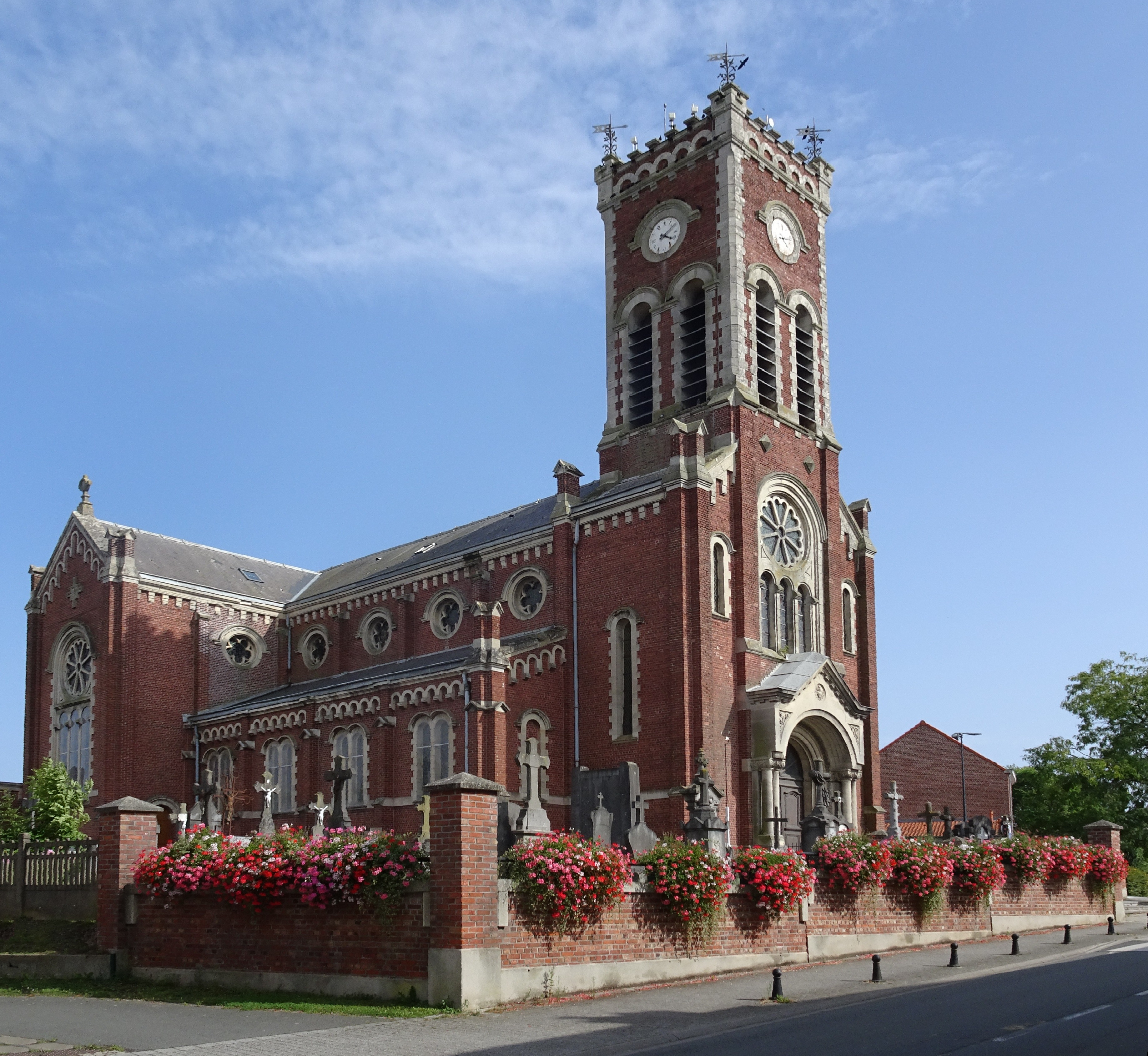
église Saint-Vaast

On sait relativement peu de choses sur l'ancienne église de Radinghem-en-Weppes ; probablement la première que le village eut connu, elle fut détruite lors de l'ouragan qui frappa la région le 12 mars 1876.
On peut donc supposer que cette église apparemment de type roman devait se rapprocher de celle d'Englos, datée du XIIe siècle, ce qui correspond à la première mention de Radinghem en 1168.
Cette église fut donc détruite le 12 mars 1876 durant la tempête qui toucha le village. Le curé Quentin, alors pasteur du village, écrivit donc plusieurs fois à l'évêque de Cambrai (dont dépendait Radinghem, l'évêché de Lille ayant été créé plus tard). C'est de cette correspondance que l'on tient les informations concernant le clocher.
Celle-ci nous instruit des difficultés rencontrées par le curé Quentin à rassembler les 60 mille francs nécessaires à la construction du nouvel édifice, de la fragilité mentale de la population à la suite de la tempête qui fut particulièrement violente. Quoi qu'il en soit, le 6 avril 1876, le conseil municipal décida la destruction des ruines, ainsi que la construction d'une nouvelle église. Ce fut le projet de l'architecte Lestienne qui fut retenu pour un coût total de 65 000 francs.
Malgré les difficultés rencontrées pour réunir cette somme, l'édifice fut terminé et béni en 1879.
Près de quarante ans plus tard, le sort devait décider de la destruction de cette nouvelle église et de la disparition de la majorité de son mobilier. Après la Grande Guerre, on ne retrouva du village qu'un amas de ruines.

## Pour approfondir